# ГЕС Nedre Vinstra
ГЕС Nedre Vinstra — гідроелектростанція у південній частині Норвегії, за 60 км на північний захід від Ліллегаммера. Знаходячись після ГЕС Øvre Vinstra, становить нижній ступінь в каскаді на Вінстрі, правій притоці річки Гудбраннсдалслоген (через озеро Мйоса, Ворму та Гломму належить до басейну Осло-фіорду).
Відпрацьована на верхньому ступені вода потрапляє в озеро Slangen, звідки через коротку протоку переходить до створеного на Вінстрі водосховища Олстаппен. Останнє утримує бетонна контрфорсна гребля заввишки 26 метрів та завдовжки 175 метрів. Водойма має площу поверхні 3,3 км2 і припустиме коливання рівня поверхні між позначками 655 та 658 метрів НРМ, що забезпечує корисний об'єм у 31 млн м3. Від Олстапен по правобережжю Вінстри прямує дериваційний тунель завдовжки 23,6 км, який на своєму шляху приймає додатковий ресурс з правих приток головної річки — Golåa, Hatta та Lomma.
У 1953 році на станції запустили дві турбіни типу Френсіс потужністю по 50 МВт, до яких у 1955-му та 1958-му додали ще дві такі ж (крім того, була встановлена допоміжна турбіна типу Пелтон потужністю 0,8 МВт). Під час модернізації ГЕС у 1989-му ввели в експлуатацію ще одну турбіну типу Френсіс з показником 110 МВт. Зазначене обладнання працює при напорі у 443,2 метра та забезпечує виробництво 1264 млн кВт-год електроенергії на рік.
Відпрацьована вода потрапляє у Гудбраннсдалслоген нижче від гирла Вінстри.